# Муртфельдт, Мэри
Мэри Эстер Муртфельдт (6 августа 1839, Нью-Йорк, Нью-Йорк — 23 февраля 1913[…], Керквуд, Миссури) — американский энтомолог, ботаник, ботанический коллекционер, писательница и редактор. Она провела исследование жизни насекомых, описала несколько новых для науки видов и много писала по энтомологии. Муртфельдт создала коллекцию образцов растений, которая внесла свой вклад в научные знания о растениях Миссури.

## Жизнь
Муртфельдт родилась в Нью-Йорке 6 августа 1839 года в семье Эстер и Чарльза В. Муртфельдтов. Она выросла в Рокфорде, штат Иллинойс, но большую часть сознательной жизни прожила со своей семьей в Керквуде, штат Миссури. В юности её частично парализовало из-за полиомиелита, и её способность ходить была ограничена. Муртфельдт получила домашнее образование, но продолжила учиться в Рокфордском колледже с 1858 по 1860 годы. У неё проявился интерес к энтомологии и ботанике. Этот интерес был поддержан тогдашним энтомологом штата Миссури Чарльзом Валентайном Райли, который жил с семьей Муртфельдт примерно в 1870 году.
Муртфельдт начала публиковать научные статьи в 1872 году. С 1876 по 1877 годы она работала помощником энтомолога штата Миссури. Затем Муртфельдт стала полевым агентом в Бюро энтомологии Министерства сельского хозяйства США. На этой должности она служила с 1880 по 1893 годы. С 1896 года она работала в газете St Louis Republic, став штатным сотрудником по ботанике и энтомологии и редактором журнала Farm Progress.
В 1870-х годах Муртфельдт исследовала жизнь насекомых, особенно мотыльков, и описала несколько новых видов. Эта работа была использована энтомологом штата Миссури, Райли, в его примечательных докладах. Она опубликовала значительное количество работ, включая тексты, используемые для ознакомления фермеров и садоводов с энтомологией, а также учебник по насекомым, используемый для обучения школьников. Она также работала на стыке энтомологии и ботаники, исследуя опыление юкки мотыльками. Муртфельдт создала значительную коллекцию видов растений из Сент-Луиса, штат Миссури. Эти образцы помогли Сэмюэлю Миллсу Трейси при написании его «Флоры Миссури». Муртфельдт была членом Энтомологического общества Америки.
Муртфельдт умерла в своем доме в Керквуде 23 февраля 1913 года.

## Работы
- 'New species of Tineidae', Canadian Entomologist 13 (1881). pp. 242—246.
- Outlines of entomology, 1891
- 'Report on Present Status of American Women in Entomology', Proceedings of the National Science Club, 3 (April 1897), pp. 11-14
- Stories of insect life : second series, summer and autumn, 1900